# Astragalus crassicarpus
Astragalus crassicarpus es una  especie de planta herbácea perteneciente a la familia de las leguminosas. Se encuentra en Norteamérica.

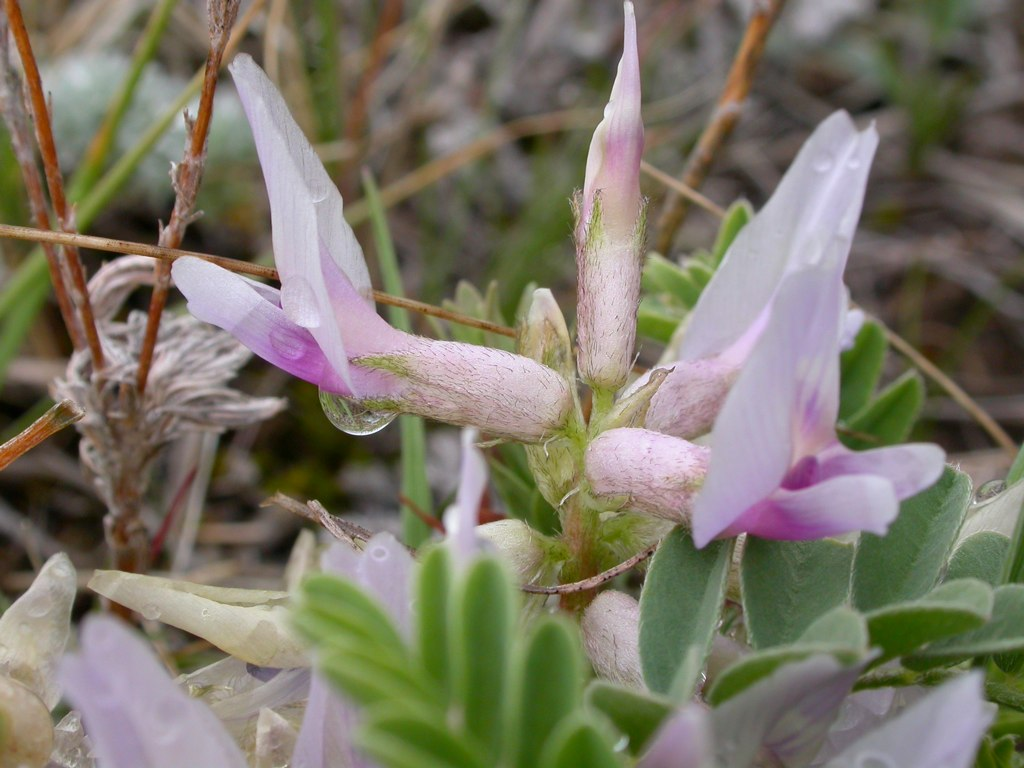
Detalle de las flores

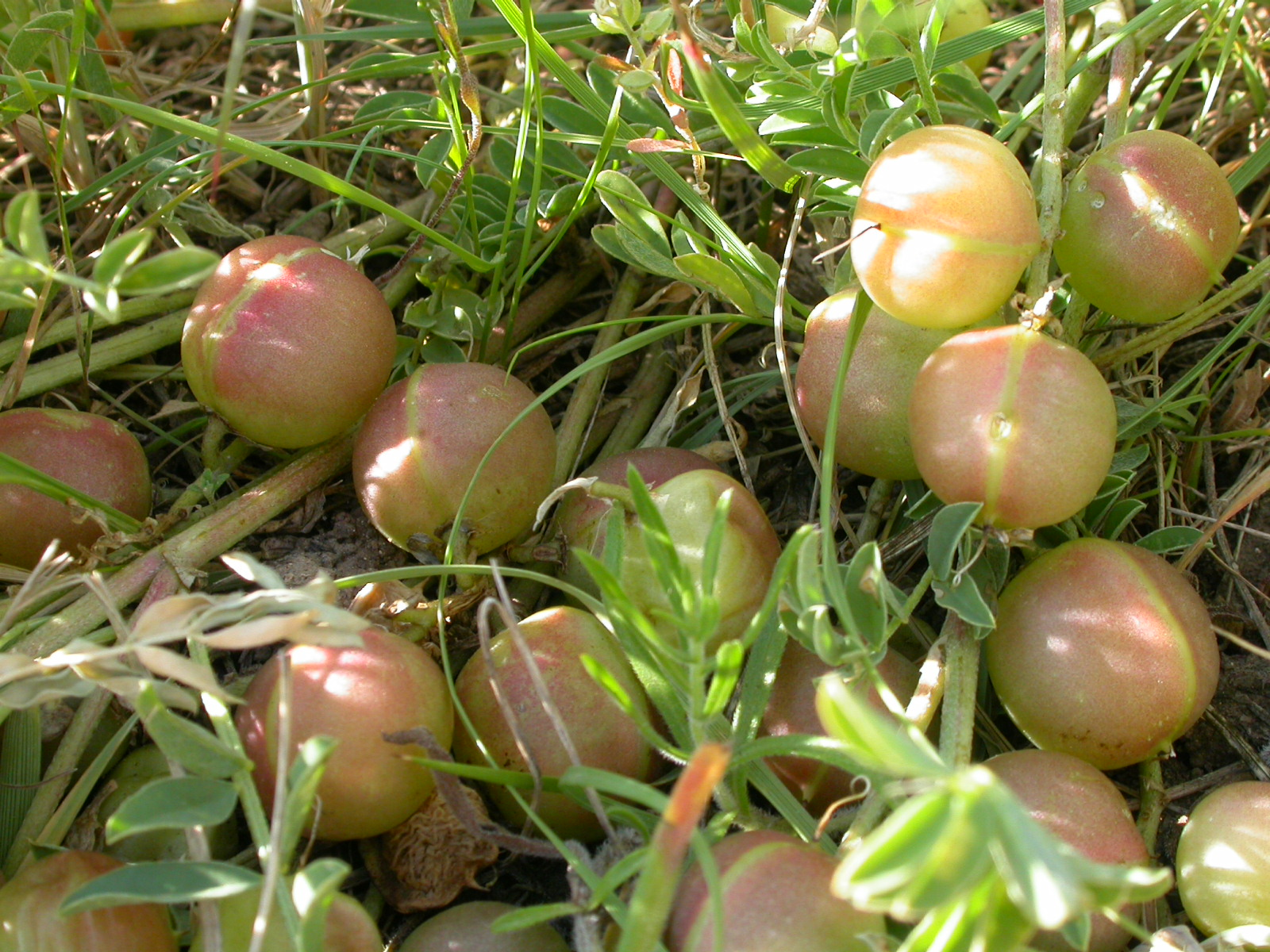
Frutos

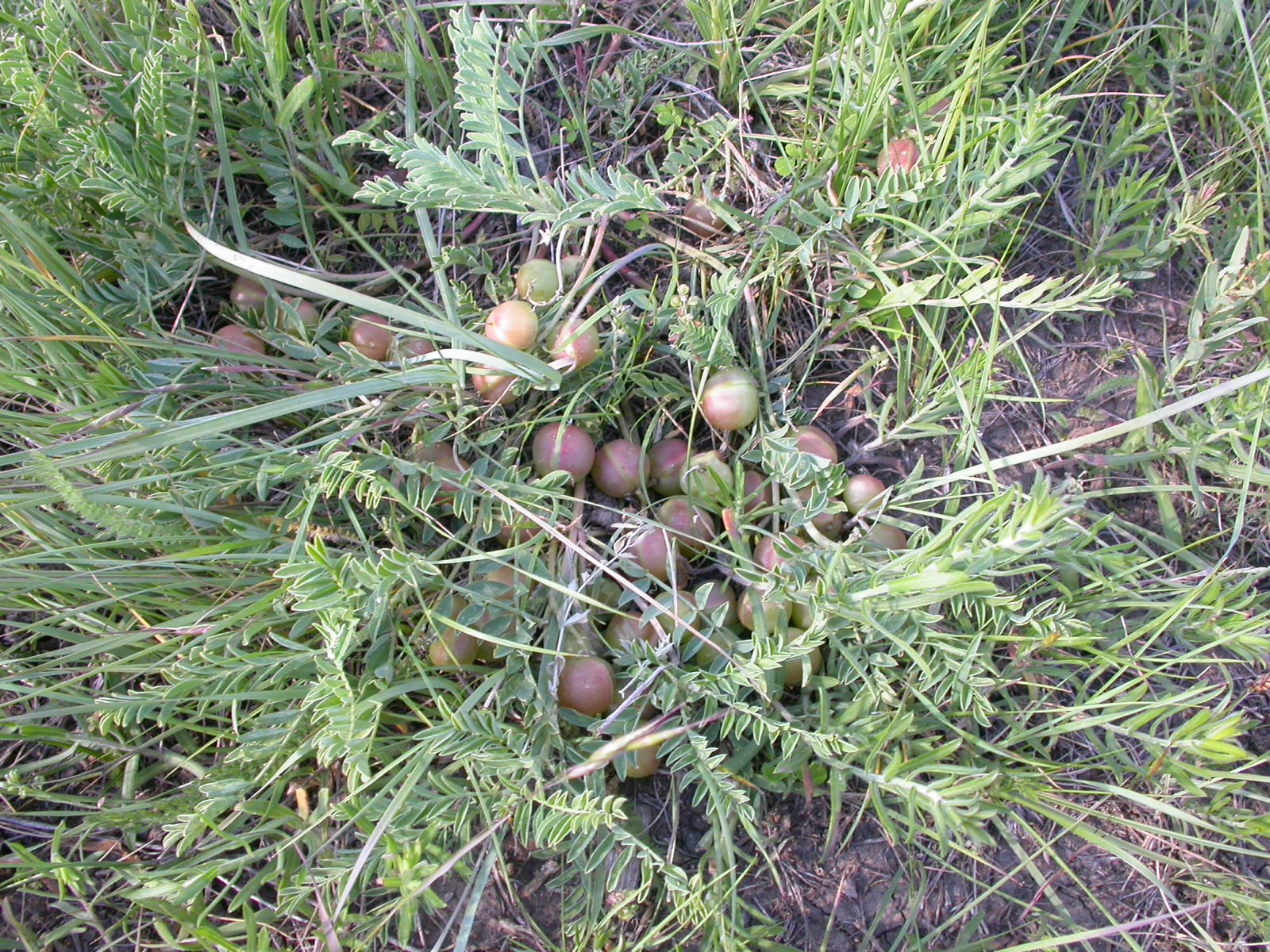
Vista de la planta

## Distribución
Es una planta herbácea perennifolia que se encuentra en  Norteamérica en Canadá y Estados Unidos.

## Taxonomía
Astragalus crassicarpus fue descrita por  Thomas Nuttall y publicado en Catalogue of New and Interesting Plants Collected in Upper Louisiana n. 6, en el año 1813.
Etimología
Astragalus: nombre genérico derivado del griego clásico άστράγαλος y luego del Latín astrăgălus aplicado ya en la antigüedad, entre otras cosas, a algunas plantas de la familia Fabaceae, debido a la forma cúbica de sus semillas parecidas a un hueso del pie.
crassicarpus: epíteto latíno que significa  "con fruto grueso".
Variedades aceptadas
- Astragalus crassicarpus var. berlandieri Barneby

Sinonimia
- Astragalus carnosus Pursh
- Astragalus carnosus Nutt.
- Astragalus caryocarpus Ker.Gawl.
- Astragalus crassicarpus Fraser Cat. ex DC.
- Astragalus crassicarpus var. paysonii (E.H.Kelso) Barneby
- Astragalus crassicarpus var. trichocalyx (Torr. & A.Gray) Gleason
- Astragalus mexicanus var. trichocalyx (Nutt. ex Torr. & A. Gray) Fernald
- Astragalus prunifer Rydb.
- Astragalus succulentus Richardson
- Astragalus succulentus var. paysonii E.H. Kelso
- Astragalus trichocalyx Nutt. ex Torr. & A. Gray
- Geoprumnon crassicarpum (Nutt.) Rydb.
- Geoprumnon succulentum (Richardson) Rydb.
- Geoprumnon trichocalyx (Nutt. ex Torr. & A. Gray) Rydb.
- Tragacantha caryocarpa (Ker. Gawl.) Kuntze[5]